# Браилово
Браилово (мкд. Браилово) је насеље у Северној Македонији, у средишњем делу државе. Брајилово припада општини Дољнени.

## Географија
Насеље Браилово је смештено у средишњем делу Северне Македоније. Од најближег већег града, Прилепа, насеље је удаљено 25 km северно.
Рељеф: Браилово се налази у североисточном делу Пелагоније, највеће висоравни Северне Македоније. Насељски атар је на западу равничарски, без већих водотока, док се источно од насеља издиже планина Бабуна. Надморска висина насеља је приближно 660 метара.
Клима у насељу је континентална.

## Историја
У месту је децембра 1929. године отворена нова школска зграда.

## Становништво
По попису становништва из 2002. године, Брајилово је имало 227 становника.
Претежно становништво у насељу су етнички Македонци (99%), а остало су Срби.
Већинска вероисповест у насељу је православље.